# Бобровичи (Могилёвский район)
Бобро́вичи (бел. Бабровічы) — деревня в составе Княжицкого сельсовета Могилёвского района Могилёвской области Белоруссии.

## Географическое положение
Ближайшие населённые пункты: Лубнище, Никитиничи, Княжицы.

## История
Упоминается в 1642 году как фольварк Бобровец (иначе - Поповка) в составе имения Сеньково в Оршанском повете ВКЛ.  В 1681 году деревня Бобровичи на основании фундуша вместе с деревнями Лубнище и Никитиничи выделена из состава Княжицкого графства и передана надворным хорунжим литовским Константином-Владиславом Пацем основанному им в Княжицах доминиканскому монастырю.

## Население
- 1999 год — 75 человек
- 2010 год — 73 человека